# Bárbara Latorre
Bárbara Latorre (født 14. marts 1993) er en spansk fodboldspiller, der spiller som angriber for FC Barcelona og Spaniens kvindefodboldlandshold.